# CoinMarketCap
CoinMarketCap (CMC)은 세계에서 가장 많이 참조되는 가격 추적 암호화 사이트하고 주요 암호화 데이터 제공업체이다.  CMC는 가격추적, 암호자산 시가총액, 비트코인 우성 레벨, 암호화폐 거래 볼륨 데이터 등을 보함하여 실시간 암호자산과 시장분석결과를 낸다. 2021년 1월에 CMC는 8,192 암호자산에 대한 데이터를 제공한다. CMC는 전세계적으로 가장 인기 있는 암호화폐 평가 사이트이다.
암호화폐 거래에 대한 순위는 암호화폐 현물 시장 거래, 암호화폐 파생상품 거래와 암호자산 탈중앙화 거래서(DEX)로 세분되고 있다.
CMC는 월간의 3억5천만 페이지뷰와 일일 445,000 명의 활성 사용자를 보유하고 있다.

## 역사
CoinMarketCap은 2013년 5월에 Brandon Chez이 Queens의 Long Island City에 있는 아파트에서 설립했다.
2016년 5월에 CMC는 최초의 공개 API(응용 프로그램 프로그래밍 인터페이스)를 출시했다.
2017년까지 Chez은 CMC를 혼자서 개발하고 있었다. 2017년말에 그는 사이트를 관리하기 위해서 핵심 팀을 구성했다. 2018년에 The Wall Street Journal에 의하면 CoinMarketCap은 세계에서 트래픽이 많은 웹사이트가 된다고 했다. Chez은 저자세를 유지했지만 2018년 1월에 The Wall Street Journal 기자들이 그를 추적하여 CoinMarketCap과 설립자에 대한 긴 기사를 발표했다.
2018년1월 8일에 CMC는 가격이 다른 국가보다 훨씬 높았기 때문에 견적 가격 알고리즘에서 한국 거래소를 제외했다. CMC의 결정은 XRP 시가총액의 급격한 감소를 비롯하여 암호화 자산 가격 하락을 촉발했다.
CMC는 트위터에서 “다른 국가들과의 극심한 가격 차이와 제한된 차익 거래 기회로 인해서 가격 계산에서 일부 한국 거래소를 제외했다”라고 선언했다. Chez는 WSJ에게 보낸 편지에서 많은 사용자들이 부정확한 가격에 대해서 불평했기 때문에 CMC가 한국 거래소를 상장폐지했다고 설명했다. 하지만 그는 한국 거래소 배제의 영향이 그렇게 클 줄은 예상하지 못 했다.
2018년 5월에 CoinMarketCap은 iOS 사용자들을 위한 모바일 앱을 출시했고 다음 달 다크 모드를 출시했다.
2019년3월에 CoinMarketCap은 독일 지수제공업체인 Solactive AG가 계산하고 관리하는 두 가지 헤드라인 지수를 출시했다. 헤드라인  CMC Crypto 200 Index (CMC200)은 비트코인을 비롯해서 시가총액에 따라 가중치를 가진 200개의 암호화폐를 포함해 있으므로 본질적으로 글로벌 암호화폐 시장의 90% 이상을 커버한다. CMC Crypto 200 ex BTC Index(CMC200EX)은 비트코인의 영향 없이 암호화 자산 시장의 성과를 추적한다.
2019년3월에 두 개의 CMC 암호화폐 벤치마크 지수가 Nasdaq, Bloomberg Terminal과 Refinitiv에 상장되었다.
2019년에 CoinMarketCap은 암호화 공간에서 프로젝트의 투명성을 촉진하고 업계 전반에 걸쳐 보고 표준을 강화하기 위한 방법으로 데이터 책임과 투명성 연합(Data Accountability & Transparency Alliance – DATA)을 형성했다.
2019년 11월에 CoinMarketCap은 가짜 거래량과 싸우기 위한 새로운 유동성 지표를 출시했다.
2020년 4월에 Binance는 비공개 조건으로 CoinMarketCap을 인수했다. Forbes 보고서에 따르면 이 거래의 가치는 4억 달러에 달한다고 하지만 그 금액은 확인되지 않았다. CMC는 모회사와 독립적으로 계속 운영되고 있다.
2020년 8월에 CoinMarketCap은 교육 보상 프로그램을 출시했다. 이 프로그램을 통해 참가자는 현상금을 받을 자격을 얻기 위해서 교육 비디오를 보고 퀴즈를 완료하여 블록체인 프로젝트에 주어진 기본 토큰을 일정량을 얻을 수 있다.
2020년 9월에 CMC는 신입자가 암호화폐와 탈중앙화 금융(DeFi)의 세계에 적응하는 데 도움이 되는 교육 콘텐츠를 제공하는 포털인 교육 플랫폼인 CMC Alexandria를 출시했다.
2021년에 CoinMarketCap은 Coinbase 거래소의 API 파트너가 되었다. CoinMarketCap의 API는 여러 거래소에서 광범위한 블록체인 정보에 대한 액세스를 제공한다.
2022년 12월에 미국 최대 암호화폐 거래소 Coinbase와 CoinMarketCap에 상장된 암호화폐 가격이 기술적 이유로 인해 일시적으로 비정상적이었다. Coinbase와 CoinMarketCap은 기술적인 결함이 외부 당사자에 의해 발생한 것이 아니라고 밝혔다.